# نظرية الغرس الثقافي
نظرية الغرس الثقافي هي إطار اجتماعي واتصالي مصمم لكشف التأثيرات الدائمة لاستهلاك وسائل الإعلام، مع التركيز بشكل أساسي على التلفزيون. تفترض النظرية في جوهرها فرضية مقنعة:  بأن الأفراد الذين يقضون وقتًا أطول في مشاهدة التلفزيون يميلون إلى إدراك العالم الحقيقي من خلال عدسة تشكلها الصور السائدة في الرسائل التلفزيونية. وهذا يتناقض مع أولئك الذين لديهم نسبة مشاهدة منخفضة للتلفزيون ولكن لديهم خصائص ديموغرافية مماثلة.
تعتمد هذه الفرضية على فكرة مفادها أن التعرض المتزايد للمحتوى التلفزيوني، الذي يتميز بأنماط متكررة من الرسائل والصور، يؤدي إلى حدوث تحولات في تصورات الأفراد. وتمتد هذه العملية التحويلية إلى ما هو أبعد من مجرد الترفيه، حيث تلعب دورًا محوريًا في تشكيل النسيج الثقافي من خلال تعزيز الافتراضات المشتركة حول العالم. ولذلك تسعى نظرية الثقافة إلى كشف الديناميكيات المعقدة لكيفية تأثير المشاركة الطويلة في البرامج التلفزيونية على وجهات النظر الجماعية.
ترى هذه النظرية أن التلفزيون قد أخذ الدور الذي كانت تلعبه الأسرة والمدارس والكنائس سابقًا في المجتمع، وهي وظيفة التثقيف.
يظهر التحقق الملحوظ من أهمية النظرية من دراسة شاملة أجريت عام 2004 من قبل جينينغز براينت ودورينا ميرون. وقد كشفت دراستهم التي شملت ما يقرب من 2000 مقالة منشورة في أفضل ثلاث مجلات إعلامية منذ عام 1956، عن نظرية الزراعة باعتبارها الإطار الثقافي الثالث الأكثر استخدامًا. وهو ما يؤكد الأهمية الدائمة للنظرية واعتمادها على نطاق واسع في مجال دراسات الاتصال الجماهيري.

## تعريف

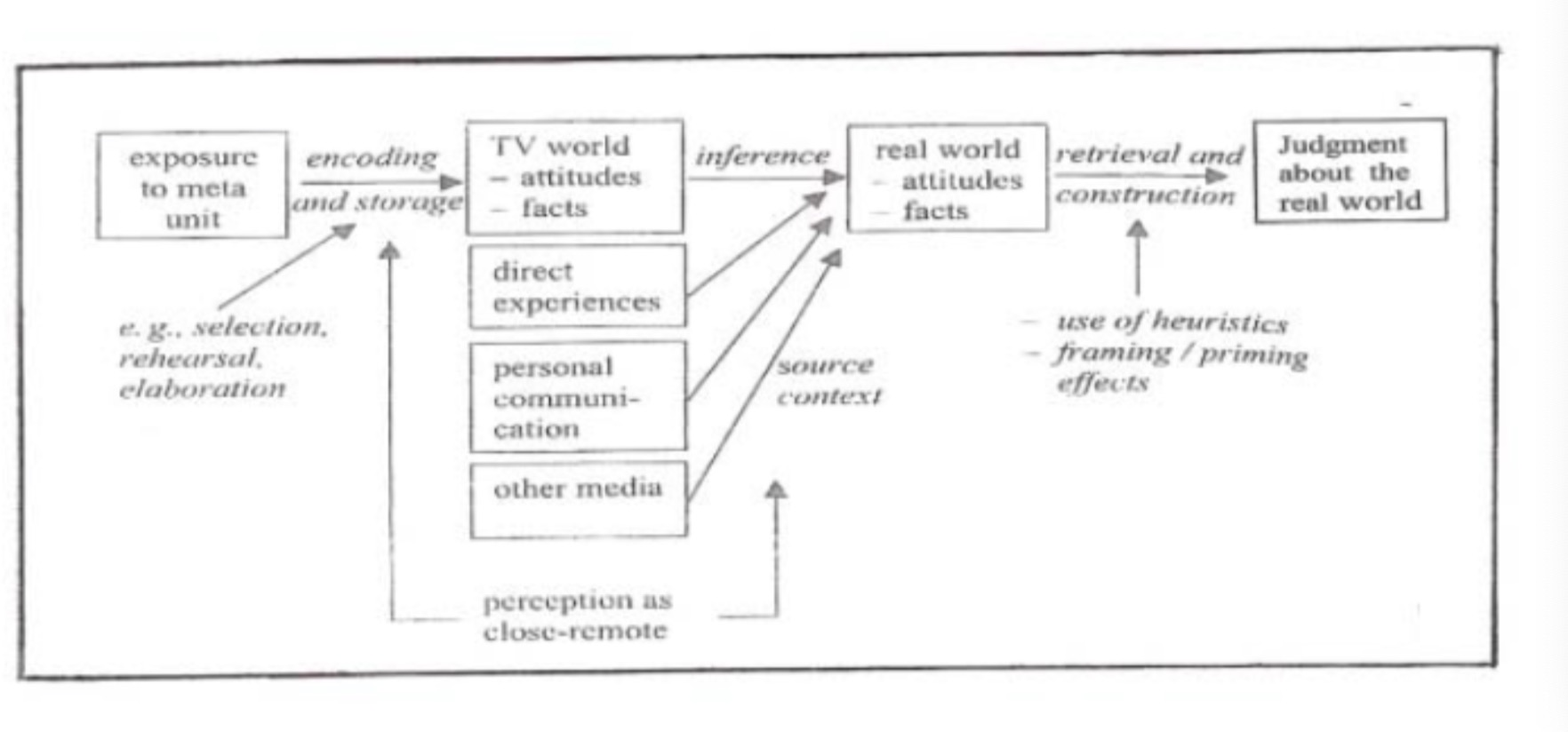

وفقا لميلر (2005 : 282)، لم تنشأ نظرية الغرس الثقافي لدراسة الآثار المستهدفة والمحددة (على سبيل المثال، أن مشاهدة الأطفال سوبرمان سيؤدي إلى محاولة الطيران من خلال القفز من النافذة)،
بل لدراسة تأثير التلفزيون التراكمي والشامل بشأن الطريقة التي نرى بها العالم الذي نعيش فيه. ولذلك ظهر مصطلح 'نظرية الغرس الثقافي'.
ناقش جاربنر، غروس ومورغان أنه سابقا كان للدين أو التعليم أكبر تأثير على الاتجاهات الاجتماعية والعادات، ولكن الآن التلفزيون هو مصدر معظم الصور والرسائل المتبادلة على نطاق واسع في التاريخ.
التلفزيون يزرع من الطفولة أكثر الميول والتفضيلات التي كان يتم اكتسابها من مصادر أساسية أخرى.
يشكل النمط المتكرر لرسائل وصور التلفزيون ذات الإنتاج الضخم التيار الرئيسي لبيئة رمزية مشتركة (ص 17–18).
نظرية الغرس الثقافي في أبسط أشكالها تشير إلى أن التعرض للتلفزيون يزرع بمهارة مع مرور الوقت مفاهيم المشاهدين للواقع.
ويمكن أن يكون لهذا الغرس الثقافة تأثير حتى على مشاهدين التلفزيون الهينين، وذلك لأن التأثير على المشاهدين الذين يكثرون من مشاهدة التليفزيون له تأثير على ثقافتنا كلها.
ويقول جاربنر وغروس (1976):«التلفزيون هو وسيلة للتنشئة الاجتماعية لمعظم الناس في أدوار موحدة وسلوكيات، وتتمثل مهمته في كلمة، التثقيف» (ص 175).
لقد صرح ببساطة أن الفرضية المركزية التي تم اكتشافها في مجال بحوث الغرس الثقافي هو أن أولئك الذين يقضون وقتا أطول في مشاهدة التلفزيون أكثر عرضة لإدراك العالم الحقيقي بطرق تعكس الرسائل الأكثر شيوعا والمتكررة لعالم التلفزيون، مقارنة مع الأشخاص الذين يشاهدون التلفزيون أقل.
ولكن يمكن مقارنتها على خلاف ذلك من حيث الخصائص الديموغرافية الهامة (جاربنر، غروس، مورغان، سيجنوريلي، وشاناهان، 2002).
مضى جاربنر وآخرون (1986) يجادلون حول أن أثر التلفزيون على مشاهديه ليس في اتجاه واحد !
وإن استخدام مصطلح الغرس الثقافي لمساهمة التلفزيون في تصور الواقع الاجتماعي، لايعني بالضرورة عملية أُحادية الاتجاه ومتجانسة.
إن آثار هذا الوسط المتفشي على تكوين وهيكلة البيئة الرمزية تكون ماكرة ومعقدة وتتداخل مع غيرها من المؤثرات
وهذا المنظور بالتالي يفترض وجود تفاعل بين هذا الوسط وجماهيره "(ص 23).
نظرية الغرس الثقافي (جورج جربنر، عام 1960) هي من الأعلى إلى الأسفل
خطية ونموذج للتواصل المغلق.
في عام 1968 أجرى جاربنر عملية استطلاع لإثبات هذه النظرية.
ومن نتائج هذه الدراسة وضع مشاهدي التلفزيون في ثلاث فئات:
```
المشاهدون بمعدل بسيط (أقل من 2 ساعة في اليوم).
المشاهدون بمعدل متوسط (2-4 ساعات في اليوم).
المشاهدون (أكثر من 4 ساعات يوميا).
```

و قد وجد أن المشاهدين بمعدل غزير تكون معتقداتهم وآرائهم مماثلة لتلك التي صورت على التلفزيون بدلاً من العالم الحقيقي؛ مما يدل على تأثير مركب من تأثير وسائل الإعلام.
ميزة هذه الدراسة:
هو أن عمليات الاستطلاع قادرة على طرح أسئلة تفصيلية محددة ويمكن تطبيقها على مجموعات سكانية مختلفة. 
وعيب هذه الدراسة:
هو أنه يمكن تفسير أسئلة الاستطلاع بشكل غير صحيح مما سيؤدي إلى إجابات غير دقيقة،
وأن المُشارك في الاستطلاع قد يكون أو لايكون يفعل هذا الاستطلاع طواعية؛ مما قد يؤثر على الطريقة التي يستجيب بها الناس للمسح وكذلك نوع الناس الذين يجري معهم الاستطلاع !
انشأ جاربنر نظرية الغرس الثقافي كجزء واحد من بحث إستراتيجي ثُلاثي الأجزاء، يُدعى المؤشرات الثقافية.
وقد طور جاربنر مفهوم «مؤشر» الثقافة من أجل أن تكون فكرة أكثر شيوعا من المؤشرات الاجتماعية.
ويطلق على الجزء الأول من هذه الاستراتيجية 'تحليل العملية المؤسسية'.
هذا يوضح كيف يتم إدارة وإنتاج الرسائل الإعلامية المتدفقة، وكيف يتم اتخاذ القرارات، وكيف تعمل المؤسسات الإعلامية.
وفي نهاية المطاف يسأل: ماهي العمليات والضغوط والقيود التي تؤثر وتشدد على محتوى إنتاج وسائل الإعلام؟
يعرف الجزء الثاني من هذه الاستراتيجية كنظام تحليل الرسالة التي تم استخدامها منذ عام 1967 لتتبع الصور الأكثر استقراراً وتكراراً في محتوى وسائل الإعلام.
هذا فيما يتعلق بنوع الجنس والعنف والعنصرية والعرق والاحتلال.
قيل: ما هي الأنماط السائدة من الصور والرسائل والحقائق والقيم والدروس الظاهرة في رسائل وسائل الإعلام؟
الجزء الأخير من هذه الدراسة هو تحليل الغرس الثقافي.
ذلك يسأل: ما هي العلاقة بين الانتباه إلى هذه الرسائل ومفاهيم المشاهدين للواقع الاجتماعي؟
```
(مورغان، ص 70) و (شاناهان ومورغان ص 6 -7).
```